# 川副綱隆

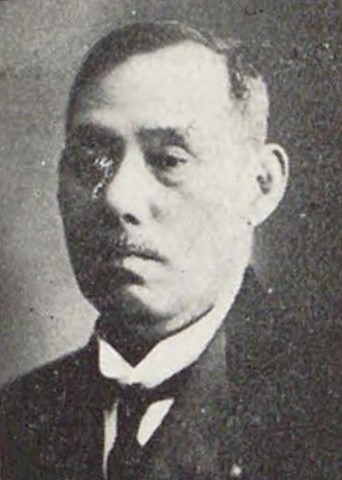
川副綱隆

川副 綱隆（かわぞえ つなたか、安政6年11月15日（1859年12月8日） - 昭和17年（1942年）2月4日）は、佐賀県出身の政治家。大干拓で牧島を開いた人物である。

## 人物
川副綱隆は1859年（安政6年）川副与左衛門の長男として佐賀藩に生まれた。幼名を源太郎といい、のちに綱隆と改めた。父川副与左衛門は佐賀藩の武士であった。1871年（明治4年）に藩が廃止されると、父に連れられて伊万里に移った。佐賀藩は伊万里（現在の瀬戸町）に馬を育てる牧場を持っていた。そこが牧島で、もとは離れ島であった。父は、給料の代わりにこの牧島の一部をもらって伊万里に来た。綱隆は幼いときは藩校で学び、伊万里に来てからは草場船山の私塾啓蒙社に入り、漢学・国学などを学んだ。この塾では藤山雷太とも共に勉学に励んだ。また、同じ伊万里にあった川窪予章の塾でも勉強し、ここでは森永太一郎とも共に勉強している。
25歳の時に伊万里女学校の校長を務めた。さらに1889年（明治22年）に町村制が実施され、牧島村ができると、学問のある綱隆は30歳で初代村長に推薦され、1894年（明治27年）までの5年間村民のために努力した。1897年（明治31年）、村民からの支援もあり、三百円を元手に当時軍港が開かれてまもなく急速に発展していた佐世保で諸式屋を始めた。酒、たばこ、塩、木炭、米、麦、大豆、小豆などの品を扱った。石炭に至っては海軍の軍艦の燃料に使用され、商売はますます繁盛した。
そのころ、瀬戸町には水田が少なく、米が不足しており、干拓工事の話が持ち上がっていた。しかし資金がなく佐世保の綱隆のもとへ資金援助の相談をしていた。綱吉は快く引き受け、綱隆が42歳の1901年（明治34年）には約1万平方メートルの大干拓を作り上げた。そこでこの新田は「川副新田」と呼ばれるようになった。この干拓によって牧島は陸つづきとなり、その後の発展のもととなった。一方、綱隆は佐世保の住民からの信頼も厚く、政治の世界でも大きな地位をしめるようになっていき、1902年（明治35年）、佐世保が市制を施行すると42歳で市会議員に選ばれ、1927年（昭和2年）まで25年間議員を続けた。その間、1914年（大正3年）から1922年（大正11年）まで8年間は市会議長を務め、1920年（大正9年）には衆議院議員にも当選し（憲政会所属）、地方だけでなく、国の政治にも取り組んだ。
また、綱隆は「よそもんたちの銀行」をつくろうと1919年（大正7年）に佐賀の「糸山銀行」を買収して「佐世保商業銀行」を設立、初代の頭取となった。現在佐世保市に本店を置く地方銀行の「親和銀行」の前身の一つである。1925年（大正14年）、佐世保商工会議所が設立されると、それまでの実績を認められ初代の会頭におされ、1933年（昭和8年）までの8年間、74歳になるまで務めた。1942年（昭和17年）2月4日、83歳で永眠した。

## 親族
- 長男 川副隆（実業家、衆議院議員）[2]